# Szakif
Szakif (arab. شكيف) – wieś w Syrii, w muhafazie Aleppo, w dystrykcie Ajn al-Arab. W 2004 roku liczyła 186 mieszkańców.